# あのうた2
『あのうた2』は、日本のシンガーである romiの2枚目の アニメソングカバーアルバムである。発売元はスロウボールレコーズ。

## 概要
- 前作「あのうた」に続く第二弾。
- 1980年代&1990年代のアニメソングをラウンジ&カフェミュージック風アレンジでカバーしたコンピレーションCD。
- サウンドプロデューサーは前作同様、西村麻聡( FENCE OF DEFENSE)が担当。アレンジャーには西村麻聡の他に、前作同様、 A-beeが参加している。
- 2008年に始動したスロウボールレコーズの第2弾アルバムである。

## 収録曲
1. さんぽ 「となりのトトロ」より
2. 残酷な天使のテーゼ 「新世紀エヴァンゲリオン」より
3. 愛・おぼえていますか 「超時空要塞マクロス」より
4. 愛をとりもどせ!! 「北斗の拳」より
5. 勇気100% 「忍たま乱太郎」より
6. SARA 「シティーハンター2」より
7. 燃えてヒーロー 「 キャプテン翼」より
8. スターダストボーイズ 「宇宙船サジタリウス」より
9. ゆずれない願い 「魔法騎士レイアース」より